# August Brentano

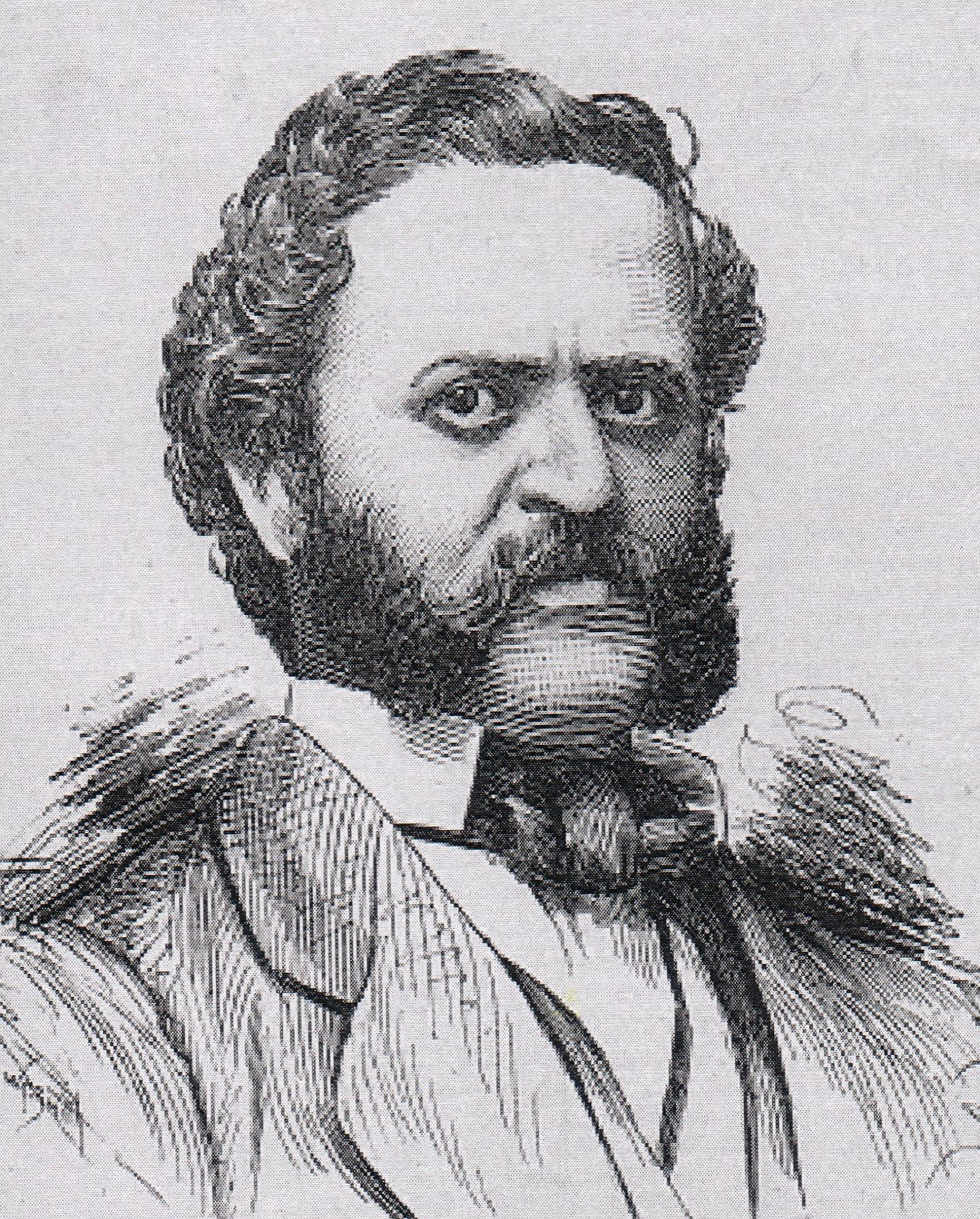
August Brentano

August Brentano (* 23. Dezember 1828 in Hohenems; † 2. November 1886 in Chicago, Illinois) war ein österreichisch-US-amerikanischer Buch- und Zeitungshändler  in New York City.

## Leben
August Brentano war der jüngste Sohn des Johann August Brentano (Dezember 1777 – 6. April 1828), einem Kaufmann in Hohenems und von Maria Hirschfeld (1. Oktober 1800 – 6. Mai 1850, geb. Levi). Seine Vorfahren, der Großvater Nathan Elias (1757 – 31. Juli 1811), Textilhändler, und dessen Ehefrau waren um 1770 aus Schwabach eingewandert. Der Vater und Großvater von August Brentano waren jeweils im Vorstand der jüdischen Gemeinde Hohenems aktiv. Brentano lebte von seiner Geburt bis zur offiziell genehmigten Auswanderung in Hohenems, in einem Haus in der heutigen Schweizerstraße Nr. 6 (gegenüber der Synagoge), im jüdischen Viertel.

## Beruf

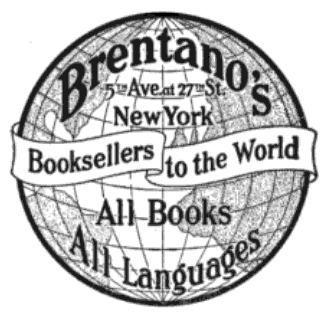
Logo von Brentano’s in New York City.

Er wanderte etwa um 1851/1853 in die USA aus und begann als Zeitungsausträger.  Beim Revere House in Boston (Massachusetts) hatte er einen größeren Zeitungsstand und ging dann nach New York. Bereits sein New Yorker Zeitungsstand erwies sich als Magnet und auch der später eröffnete Buchladen („Brentano’s Literary Emporium“, kurz „Brentano’s“) war wegen seines breiten Angebots bekannt. Er gehörte zu den ersten Buchhändlern in den USA, die Zeitungen aus London und anderen Städten in England importierten.
Brentanos Buchhandlung war nicht nur New Yorks größtes und führendes Geschäft, sondern lange Zeit auch eine prominente Begegnungsstätte amerikanischer Literaten. Zu Brentanos Freunden zählten unter anderem Charles Dickens und Ralph Waldo Emerson.
1877 übernahmen der Neffe August Brentano (1. August 1853–1899) gemeinsam mit seinen Brüdern Arthur († 1944) und Simon († 1915) das Zeitungsgeschäft und die Buchhandlung ihres Onkels August in New York. Zeitweise war Brentano’s die größte Buchhandlungskette in den USA mit vier Geschäften in New York City, sowie einzelne Geschäfte in Chicago, Philadelphia, Boston und Washington, D.C.

## Tod
Brentano hat nie geheiratet. Er starb am 2. November 1886 in Chicago, Illinois, wo er seit 1883 lebte. Er wurde auf dem Cypress Hills Cemetery in New York begraben.